# Parque nacional El Sabinal
El parque nacional El Sabinal está en Cerralvo, estado de Nuevo León, México. En el parque abundan los Sabinos Taxodium mucronatum, de ahí el nombre. El ecosistema predominante es bosque de galería. El Sabinal es un símbolo para el municipio de Cerralvo y está representado en su escudo; con tan solo 7.237 hectáreas de extensión, es el parque nacional más pequeño de México.

## Turismo
El Sabinal es un destino recreativo que tiene un centro comunitario de aprendizaje con cursos y talleres e instalaciones turísticas como con alberca, asadores, palapas, foros, juegos, réplicas a escala de monumentos y un recorrido al interior del parque en un pequeño tren.

## Declaratoria de parque nacional
Fue decretado como parque nacional el 25 de agosto de 1938 por el entonces presidente Lázaro Cárdenas, con el objetivo de preservar el ambiente natural de la región, proteger los recursos naturales y crear un área para la recreación en Cerralvo. Desde el 30 de junio de 1995 el parque es administrado por el Patronato para el Fomento Educativo y Asistencial de Cerralvo. A.B.P.

## Biodiversidad
De acuerdo al Sistema Nacional de Información sobre Biodiversidad de la Comisión Nacional para el Conocimiento y Uso de la Biodiversidad (CONABIO) en el Parque Nacional El Sabinal habitan más de 40 especies de plantas y animales de las cuales 1 se encuentran dentro de alguna categoría de riesgo de la Norma Oficial Mexicana NOM-059  y 5 son exóticas,

### Flora
- Sabino Taxodium mucronatum
- Fresnos Fraxinus sp.
- Anacua Ehretia anacua

### Fauna
- Cangrejo de Río Procambarus regiomontanus[7]
- Zorrillo listado
- Tejón
- Mapache
- Conejo
- Verdín
- Cardenal
- Curruca
- Pájaro carpintero
- Cuervo común
- Halcón colorado
- Correcaminos